# Jaroslav Pažout (architekt)
Jaroslav Pažout byl architekt působící na počátku 20. století především v Hradci Králové.

## Dílo
- vila Františka a Marie Novákových v Hradci Králové (1908–09)[1][2]
- vila Marie Wünschové v Hradci Králové (1909)[1][2][3]
- vila Anička v Hradci Králové (1909–11) – jednalo se o vilu, kterou Jaroslav Pažout navrhl pro bratra Jana Pažouta a jeho manželku Annu[2][3]

## Galerie

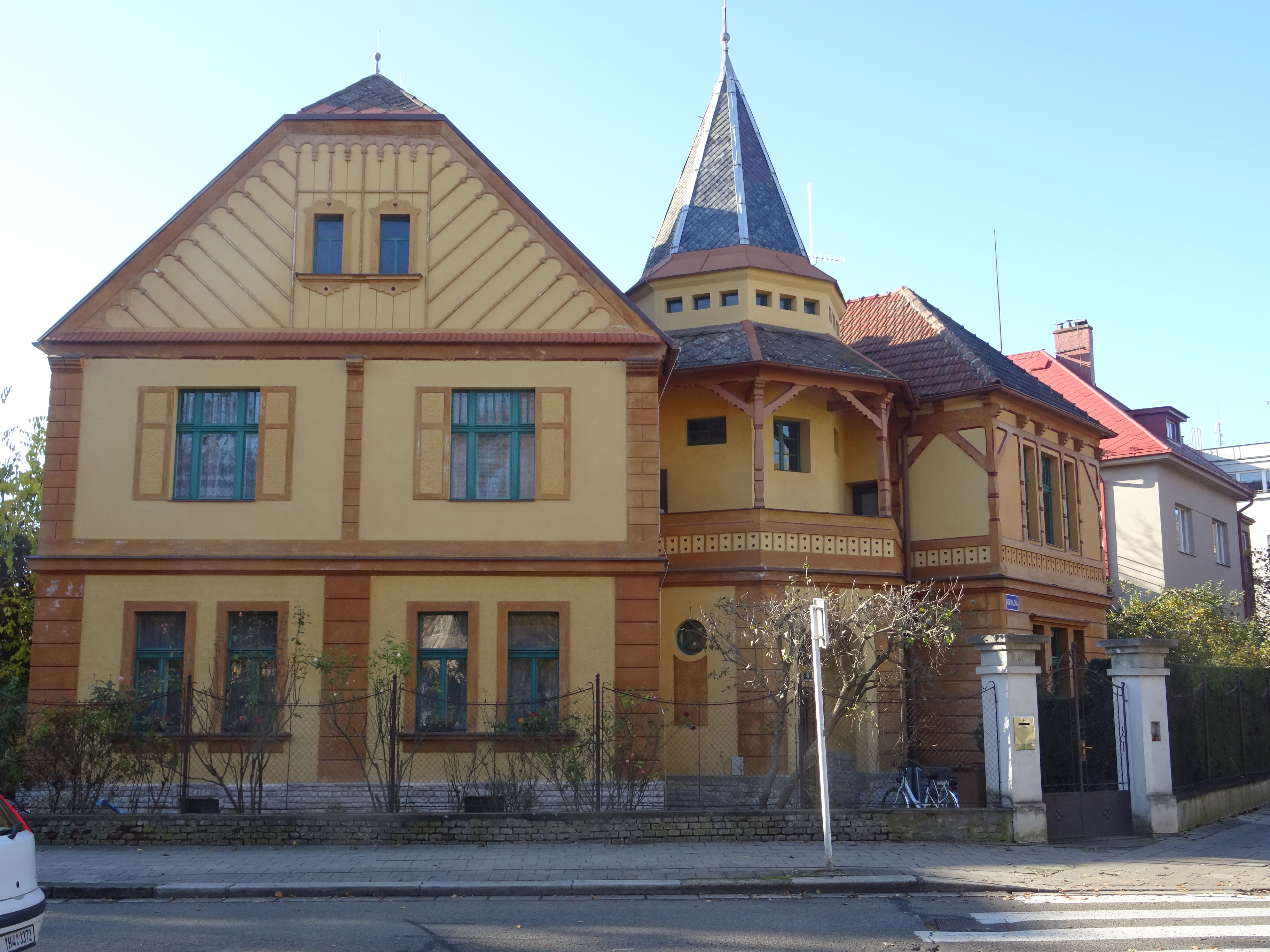
Vila Novákových
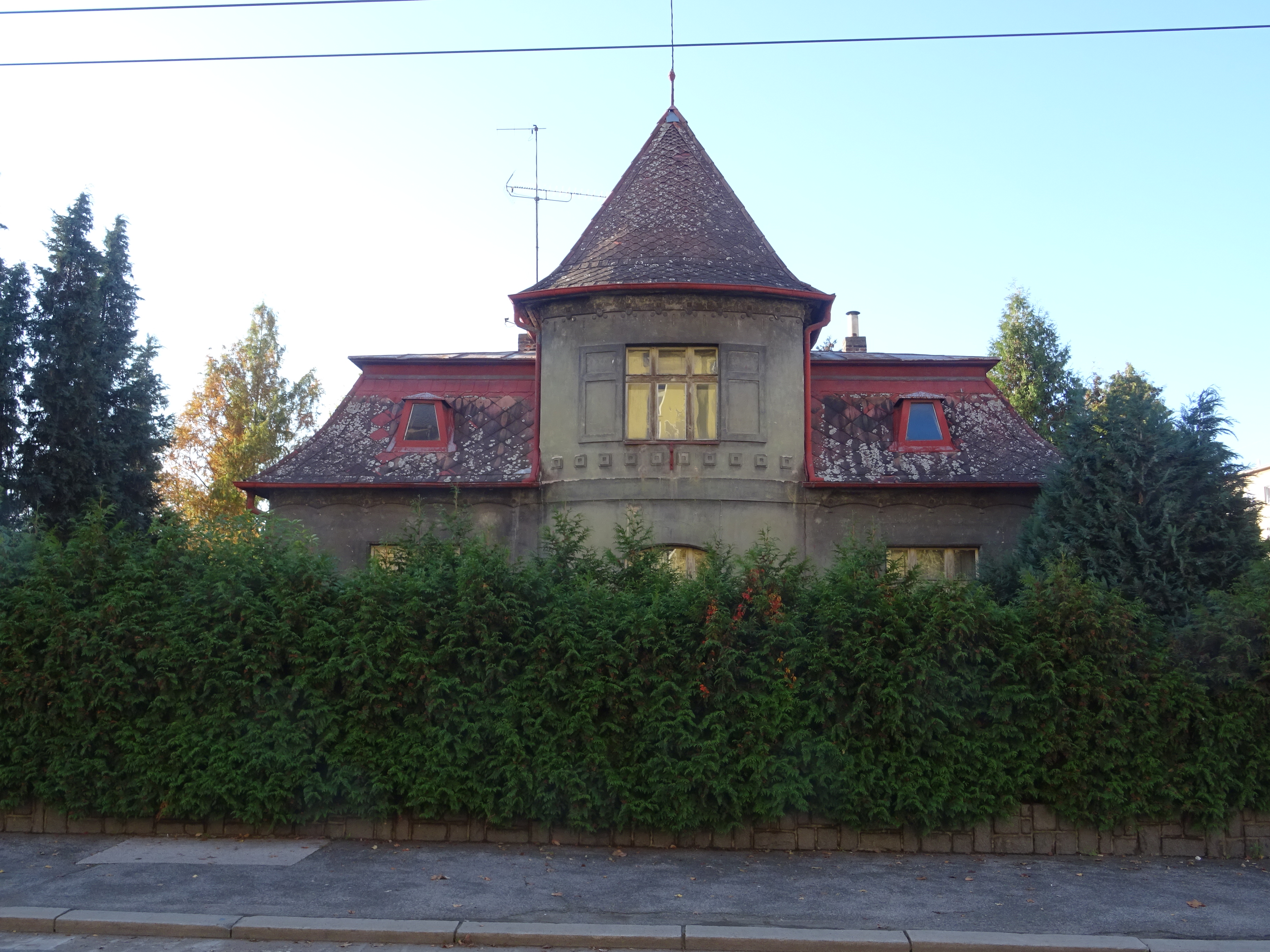
Vila Marie Wünschové
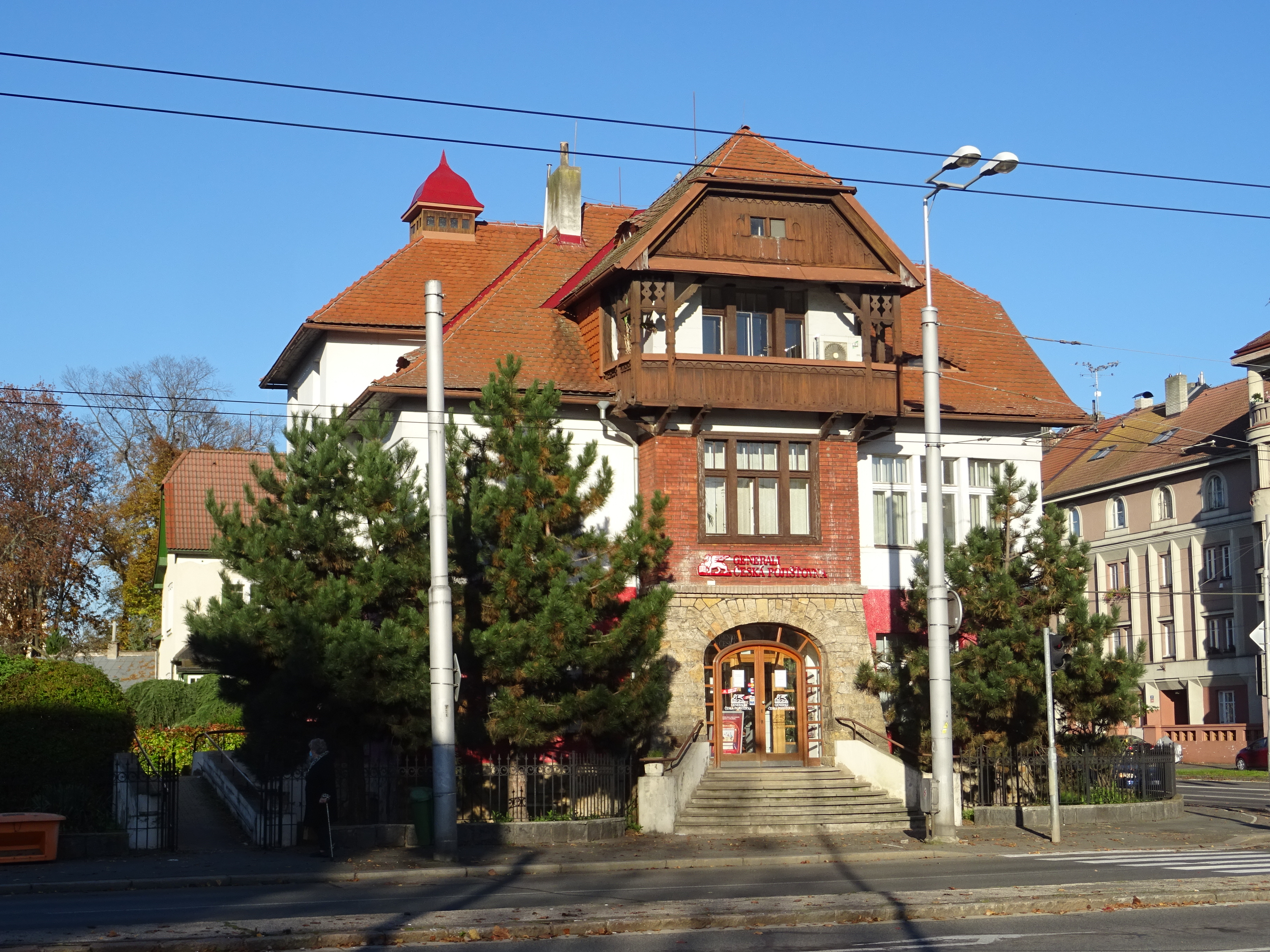
Vila Anička